# Eonwe
J.R.R. Tolkien történeteiben Eonwe Manwe, a vala zászlóvivője és hírnöke. Ő lett a maiák ura miután Sauron a sötétség felé fordult, társa (felesége) Ilmare. A történetekben Eonwe úgy jelenik meg, mint a fegyverforgatók legjobbika, vagyis nem akadt párja a fegyveres küzdelemben. Ám ez nem jelenti azt, hogy ő lett volna minden idők leghatalmasabb harcosa.
Mikor Earendil Aman partjaihoz ért, Eonwe volt az első, aki köszöntötte őt. Manwe parancsára ő vezette a valák seregét az Izzó Harag Háborújában. Morgoth legyőzése után Eonwe vette magához a megmaradt két szilmarilt megőrzésre. Feanor két, még élő fia később elragadta tőle a szilmarilokat.
Tolkien korai elképzelései között Eonwe (korábban: Fionwe) Manwe és Varda gyermekeként tűnik fel, de mivel Toliken később elvetette a maiák valáktól való származását, Eonwe Manwe hírnökévé vált.